# Zermelo–Fraenkels mängdteori
Zermelo-Fraenkels mängdteori med urvalsaxiomet (förkortat ZFC) är ett axiomatiskt system för mängder, formaliserat i första ordningens logik med hjälp av ett språk som består av en icke-logisk symbol som betecknar elementrelationen, {\displaystyle \in }. ZFC betraktas allmänt som en adekvat axiomatisk grund för i stort sett all matematik.
Två intressanta delteorier till ZFC är ZF och Z.
Teorin är uppkallad efter matematikerna Ernst Zermelo och Abraham Fraenkel.

## Zermelos mängdteori (Z)
Följande axiom ingår i Z:
1. Extensionalitet
{\displaystyle \forall x\forall y(\forall z(z\in x\leftrightarrow z\in y)\rightarrow x=y)}
Enligt axiomet definieras en mängd av sina element. Två mängder som har exakt samma element är identiska.
2. Separation. (Alternativt delmängdsaxiomet, (begränsade) abstraktionsprincipen)
{\displaystyle \forall y\exists z\forall x(x\in z\leftrightarrow x\in y\land \varphi (x))}
Detta axiomschema (det vill säga, ett specifikt axiom för varje {\displaystyle \varphi } i vilken y inte förekommer fritt) innebär att givet en mängd y kan en delmängd till y bildas, som består av alla objekt som uppfyller egenskapen som beskrivs av {\displaystyle \varphi }.
3. Union
{\displaystyle \forall z\exists u\forall y\forall x(x\in y\land y\in z\rightarrow x\in u)}
Givet en mängd z med elementen y, så finns en mängd u som innehåller alla element ur alla y.
4. Par
{\displaystyle \forall x\forall y\exists z(x\in z\land y\in z)}
Givet två mängder x och y, kan en mängd z bildas, som innehåller precis x och y.
5. Potensmängd
{\displaystyle \forall x\exists z\forall y(y\subseteq x\rightarrow y\in z)}
Axiomet innebär att klassen av alla delmängder till en mängd är en mängd. Notera att det formellt inte finns tillgång till delmängdsrelationen, men den kan lätt definieras i termer av {\displaystyle \in }.
6. Regularitet
{\displaystyle \forall x(x\not =\emptyset \rightarrow \exists y(y\in x\land y\cap x=\emptyset ))}
Varje mängd har ett {\displaystyle \in }-minimalt, det vill säga, ett element som inte har något element gemensamt med den ursprungliga mängden. Notera att {\displaystyle \emptyset } betecknar den tomma mängden.
7. Oändlighet
{\displaystyle \exists x(\emptyset \in x\land \forall y(y\in x\rightarrow S(y)\in x))}
Det finns en oändlig mängd. S(y) betecknar successorn av y, som definieras enligt {\displaystyle S(y)=y\cup \{y\}}

## Zermelo-Fraenkels mängdteori (ZF)
I ZF ingår axiom 1-3, 5-7 samt axiomet
8. Substitution
{\displaystyle \forall x\exists !y(\varphi (x,y))\rightarrow \forall u\exists z\forall x\in u\exists y\in z\varphi (x,y)}
Bilden av en mängd under en funktionell relation är en mängd. 
Substitionsaxiomet implicerar paraxiomet, varför detta utelämnas ur ZF.

## Zermelo-Fraenkels mängdteori med urvalsaxiomet (ZFC)
För att kunna formulera urvalsaxiomet (ofta förkortat AC, från engelskans "Axiom of Choice"), som är det axiom som läggs till ZF för att få ZFC, krävs en definition.
Definition: Antag att x är en mängd av icke-tomma mängder. En urvalsfunktion på x är en funktion f med domän x sådan att {\displaystyle f(y)\in y} för alla {\displaystyle y\in x}. f plockar alltså ut precis ett objekt ur varje element i x.
9. Urval
Varje mängd av icke-tomma mängder har en urvalsfunktion.
Det finns en uppsjö av ekvivalenta formuleringar av urvalsaxiomet, till exempel påståendet att alla mängder kan välordnas.